# Tabasko
Tabasko je pekoča začimbna omaka, pripravljena po posebnem postopku iz majhnih rdečih paprik, ki se fermentirajo v sodih iz bele hrastovine.